# Jean-Michel Guillon
Pour les articles homonymes, voir Guillon (homonymie).
Jean-Michel Guillon, né le 1er juillet 1959 à Vanves, est un dirigeant sportif et cadre dirigeant de la société Michelin. Il est directeur du personnel du groupe Michelin de 2008 à 2019 puis président de l'ASM Clermont Auvergne du 29 juillet 2020 au 1er juin 2023.

## Biographie
Jean-Michel Guillon est diplômé de l'Institut commercial de Nancy en 1982 après une enfance dans la région parisienne.
Il effectue l'ensemble de sa carrière dans le groupe Michelin. Au sein du manufacturier clermontois, a débuté en 1983 en tant que responsable de compte secteur puis responsable des ventes régional France. Il a ensuite été directeur commercial de plusieurs pays (Brésil, Suède et Allemagne). En Suède, il rencontre une suèdoise qui devient son épouse et avec qui il a trois enfants. De 1997 à 2008, il dirige des entités du groupe aux États-Unis.
En 2008, il revient en France et est nommé directeur du personnel du groupe à l'échelle mondiale. Pendant 11 ans, il gère alors 110 000 salariés dans 71 pays. En 2017, il est également nommé directeur général exécutif du groupe aux côtés de Florent Menegaux. En 2018, il obtient le trophée du directeur des ressources humaines de l'année organisé par Le Figaro Economie, Cadremploi, Morgan Philips, Hudson et Fyte. À partir de 2019, il n'est plus membre du comité exécutif de Michelin et occupe le poste de directeur de l'innovation et des partenariats. Il quitte le groupe et prend sa retraite le 1er novembre 2020.
Le 29 juillet 2020, il est nommé président de l'ASM Clermont Auvergne lors d'un conseil d'administration réuni en urgence après le décès d'Éric de Cromières.
Depuis le 27 septembre 2021, il est membre du bureau de l'Union des clubs professionnels de rugby, syndicat regroupant les clubs professionnels de Top 14 et de Pro D2.
En 2023, il quitte la présidence du club et cède sa place à celui qui lui a succédé au poste de directeur du personnel du groupe Michelin, Jean-Claude Pats.

## Parcours chez Michelin
- Responsable compte secteur puis responsables des ventes régional en France (1983-1986)
- Directeur commercial région sud Brésil (1986-1988)
- Responsable projet informatique ERP Direction commerciale France (1988-1991)
- Directeur commercial Suède (1991-1993)
- Directeur commercial Allemagne (1993-1997)
- Directeur des ventes de l'entité Tourisme Camionnette Remplacement Amérique du Nord (1997-2001)
- Directeur de l'activité Tourisme Camionnette Constructeurs en Amérique du Nord (2001-2003)
- Direction de l'entité Tourisme Camionnette Remplacement Amérique du Nord (2003-2007)
- Directeur de l'entité Poids Lourds Amérique du Nord (2007-2008)
- Directeur du personnel (2008-2019)
- Directeur de l'innovation et des partenariats (2019-2020)